# Alles über Eva
Alles über Eva ist eine in Schwarzweiß gedrehte US-amerikanische Drama-Comedy  aus dem Jahr 1950 unter Regie von Joseph L. Mankiewicz, der auch das Drehbuch verfasste. Der Film über den Kampf zweier Theaterschauspielerinnen untereinander mit Bette Davis und Anne Baxter in den Hauptrollen war mit sechs Auszeichnungen und 14 Nominierungen der große Gewinner bei der Oscarverleihung 1951.

## Handlung
Der Film beschreibt, in eine Rahmenhandlung eingebettet, die Erinnerungen dreier Menschen an den Aufstieg Eve Harringtons, einer Verehrerin des Theaterstars Margo Channing, bis zur Auszeichnung mit dem bedeutendsten Theaterpreis New Yorks.
Täglich sieht sich Eve die Aufführung des Theaterstücks Gereift in Holz an, bis ihr Karen Richards, die gutgläubige Frau des Dramatikers und engste Freundin Margo Channings, endlich den Kontakt zum Zirkel um den verehrten Star ermöglicht. Eve beeindruckt Margo mit einer rührenden, aber falschen Geschichte um eine unglückliche Kindheit und einen abgestürzten Fliegerehemann. Margo nimmt die junge Frau unter ihre Fittiche, und bald macht diese sich unentbehrlich.
Dann wächst in Margo der Verdacht, die Fürsorglichkeit sei keineswegs uneigennützig, und sie versucht, „die Kleine“ loszuwerden. Aber diese hat ihr Netz bereits ausgeworfen und lässt sich bei ihrem Aufstieg nicht mehr aufhalten, wobei sie sich geschickter Intrigen bedient. Am Ende verzichtet die 40-jährige Diva zugunsten ihres Privatlebens darauf, weiterhin die 20-Jährige zu verkörpern, und überlässt Eve damit die Rolle ihres nächsten Stückes. Nur Kritiker Addison De Witt weiß über ihre wahre, obskure Vergangenheit Bescheid, unterstützt sie aber dennoch wegen ihres Talentes unter der Bedingung, dass sie sich danach ihm unterwirft, was sie auch widerstrebend tut. Eve wird somit der neue Star am Theaterhimmel, auf den am Ende ihr eigener Fan Nr. 1 wartet, die genauso ist wie sie, von denen es viele wie sie gibt.

## Beschreibung
Während der im selben Jahr erschienene Boulevard der Dämmerung den Stars des Stummfilmes huldigt, dreht sich bei Alles über Eva alles um das Theatergeschäft. Die grundlegende Aussage in Alles über Eva ist zunächst, dass, falls jemand nach Hollywood zu Zanuck geht (der den Film produzierte), er schief angesehen wird und als Verräter an der Sache gilt. Das Theater sei die wahre Kunst, deren Macher aber genauso schwach und stark sind wie die Zuschauer auch. Bette Davis gibt den Star, der schließlich erkennt, dass das Leben in der Ehe außerhalb des Theaters ihr wahres Glück bietet. Ihr Charakter ist die bestimmende Rolle des Filmes, eine Diva, die sich ihres Könnens bewusst ist und ihren Willen durchsetzt, dabei aber von der Angst getrieben wird, ihre Anziehung im Theater und im Leben zu verlieren und sich deshalb von der Jugendlichkeit Eves bedroht sieht.
Eve, getrieben von dem eisernen Willen, Ruhm zu ernten, nutzt jede sich bietende Gelegenheit, um ihr Umfeld zu ihren Gunsten zu beeinflussen. Sie nutzt den Kritiker De Witt und die Naivität der Anderen, um zu bekommen, was sie will. Dabei finden die zeitgenössischen weiblichen und männlichen Zuschauer Eve hübscher und sympathischer, sowie passender aufgrund ihres ganz offensichtlich großen Talentes sowie ihrer Bereitschaft, sich für das Publikum aufzuopfern. Ihre Motive sind ähnlich wie bei allen, die nach Anerkennung durch den Zuschauer streben. Am Ende hat sie den Durchbruch geschafft und geht nach Hollywood, ist aber auch an den berechnenden Kritiker gebunden, der sie durchschaut hat und nur zum eigenen Vorteil aufgrund ihres Talentes unterstützt, wobei er sie auch kontrolliert, damit sie mit ihren Intrigen keinen zu großen Schaden anrichtet. Dafür benutzt er ihre obskure Vergangenheit, vor der sie wegrennen will.
Eine der (im Nachhinein) ironischsten Stellen des Filmes ist der gelungene Auftritt von Marilyn Monroe als junge Schauspielerin, die an den speziellen Anforderungen versagt und aufgefordert wird, ihr Glück beim Fernsehen zu versuchen.

## Hintergrund
Für die Rolle der Margo Channing war ursprünglich Claudette Colbert vorgesehen. Nachdem sie sich wenige Wochen vor Drehbeginn in ihrem Haus jedoch einen Wirbel verstaucht hatte, musste man Ersatz finden. Zanuck dachte zunächst an seinen eigenen Star Susan Hayward, die jedoch zu jung für die Rolle war. Auch die Idee, Marlene Dietrich, Jeanne Crain, John Garfield und José Ferrer für die Hauptrollen zu engagieren, scheiterte vor allem am Widerstand von Joseph L. Mankiewicz.
Er meinte lapidar: „Marlene Dietrich poses beautifully but she can’t speak correctly.“
Der Versuch, Gertrude Lawrence, frisch nach ihrem Broadway-Triumph in The King and I, einzusetzen, scheiterte ebenfalls. Miss Lawrence wollte die Rolle nur annehmen, wenn ihr vertraglich zugesichert würde, nicht rauchen zu müssen und mehrere Lieder (am liebsten Jerome Kerns My Bill aus Show Boat) vortragen zu können.
Eher aus Verzweiflung verfielen die Produzenten schließlich auf Bette Davis, die damals als „washed up“ (dt.: erledigt) galt, nachdem sie mit viel Krach ihren langjährigen Vertrag bei Warner Brothers beendet hatte.
Das filmische Werk Alles über meine Mutter des Spaniers Pedro Almodóvar spielt mit seinem Titel und einer ähnlich dominanten Protagonistin auf Alles über Eva an.
„Alles über Eva“ definiert in der Filmanalyse ein spezifisches Merkmal für ein Ende, das Übereinstimmungen mit dem Beginn einer Erzählung aufweist. Man spricht hier von einem „Bookend“ oder einem „All about Eve Ending“.

## Filmmusik
Folgende Musiktitel werden in dem Film gespielt:
| Musiktitel                                  | Komponist(en)                         | Jahr     | Instrument | Anmerkungen                                                                                                   |
| ------------------------------------------- | ------------------------------------- | -------- | ---------- | --- |
| Liebestraum Nr. 3                           | Franz Liszt                           | 1850     | Piano      | gespielt auf der Party, als Margo beim Pianisten sitzt; in der Orchesterfassung kommt es später im Autoradio. |
| Manhattan                                   | Richard Rodgers (M) & Lorenz Hart (T) | 1925     | Piano      | gespielt auf der Party, als Margo und Max sich in der Küche aufhalten                                         |
| Poinciana                                   | Nat Simon (M) & Buddy Bernier (T)     | 1936     |            | |
| Beau Soir                                   | Claude Debussy; arr. Alfred Newman    | ca. 1883 |            | |
| That Old Black Magic                        | Harold Arlen (M) & Johnny Mercer (T)  | 1942     |            | |
| Blue Moon                                   | Rodgers und Hart                      | 1934     | Piano      | |
| How About You?                              | Burton Lane (M) & Ralph Freed (T)     | 1941     | Piano      | gespielt auf der Party, während sich die Gäste auf der Treppe sammeln                                         |
| Stormy Weather (Keeps Rainin’ All the Time) | Harold Arlen & Ted Koehler            | 1933     | Piano      | gespielt auf der Party, als Margo nach oben geht                                                              |
| Thou Swell                                  | Rodgers & Hart                        | 1927     | Piano      | gespielt auf der Party, als Margo sagt: „Fasten your seatbelts; it's going to be a bumpy night.“              |
| 4. Sinfonie                                 | Anton Bruckner                        | 1874     | Orchester  | |
| Linger Awhile                               | Vincent Rose (M) & Harry Owens (T)    | 1923     |            | |

## Synchronisation
Der Text der deutschen Filmfassung, die 1952 bei der Ultra Film Synchron in München entstand, wurde von Erich Kästner geschrieben. Es blieb seine einzige Synchronarbeit, da er sich einer solchen Qual nicht noch einmal aussetzen wollte.
| Rolle           | Darsteller     | Synchronsprecher       |
| --------------- | -------------- | ---------------------- |
| Margo Channing  | Bette Davis    | Eva Eras               |
| Eve Harrington  | Anne Baxter    | Eleonore Noelle        |
| Addison De Witt | George Sanders | O. E. Hasse            |
| Karen Richards  | Celeste Holm   | Carola Höhn            |
| Bill Simpson    | Gary Merrill   | Peter Pasetti          |
| Lloyd Richards  | Hugh Marlowe   | Curt Ackermann         |
| Max Fabian      | Gregory Ratoff | Heinz Leo Fischer      |
| Birdie          | Thelma Ritter  | Edith Schultze-Westrum |

## Rezeption
„Bitter-witzige Tragikomödie aus der Welt des US-amerikanischen Showgeschäfts mit treffsicheren Dialogen und faszinierenden Schauspielerleistungen.“

„Das gute alte Theater, der traditionsreiche Tempel der darstellenden Kunst, hat auf Hollywood seit jeher mit Verachtung und Hohn herabgeblickt. Hoffentlich ist es auch bereit, selbst Ziel der Kritik zu sein, denn Hollywood zeigt nun seinen Giftstachel und gibt den Spott massiv zurück. In All about Eve, einer vernichtenden Satire (sie ist zugleich geistreich, durchdacht und kultiviert), die Twentieth Century-Fox und Joseph L. Mankiewicz gestern vorstellten, zeigt die Filmindustrie dem Broadway schonungslos die Zähne. Wenn das Theater sich die Tracht Prügel nicht gefallen lassen will, soll es eben George Kaufman und Moss Hart zu Hilfe rufen. Aber es mag durchaus sein, daß selbst die Herren Kaufman und Hart nicht gegen die grelle und verheerende Ironie ankommen würden, mit der dieser Film auf brillante Weise aufwartet. Denn offensichtlich hat sich Mr. Mankiewicz, der als Drehbuchautor und Regisseur verantwortlich zeichnet, schon sehr lange auf diesen Schlag vorbereitet. Man merkt, daß er das Theater und dessen charmantes Völkchen jahrelang studiert haben muß, und sicher nicht durch die rosarote Brille eines eingeschworenen Enthusiasten. Und nun ist der Moment gekommen, wo er sich mit der glänzenden Unterstützung von Bette Davis und einer wahrhaft erlesenen Besetzung mitten in das Milieu hineinstürzt, die Krallen schärft und so manche Rechnung begleicht […]“

„Die Tragödie des Alterns einer Broadway-Schauspielerin als differenzierte psychologische Studie mit großem Einfühlungsvermögen inszeniert und mit erstaunlich subtilen darstellerischen Mitteln realisiert.“

Der Film konnte weltweit rund 150.000 US-Dollar einspielen durch die Wiederaufführung im Jahr 2000 und 2007. Das Einspielergebnis im Original-Release ist unbekannt.

## Auszeichnungen
Der Film erhielt international zahlreiche Auszeichnungen.
Bei der Oscarverleihung 1951 gewann er sechs Academy Awards: Bester Film 1950 (Darryl F. Zanuck), Beste Regie (Joseph L. Mankiewicz), Bestes adaptiertes Drehbuch (Joseph L. Mankiewicz), Bester Nebendarsteller (George Sanders) sowie für die Kostüme von Edith Head und für den besten Ton (Thomas T. Moulton). Daneben fuhr man Nominierungen für die Schauspielleistungen von Anne Baxter, Bette Davis (jeweils Beste Hauptdarstellerin) sowie von Celeste Holm und Thelma Ritter (jeweils beste Nebendarstellerin) ein. Weitere Nominierungen gab es für die beste Dekoration sowie die Beste Kamera in einem Schwarz-Weiß-Film, den besten Schnitt und für die Beste Musik von Alfred Newman.
Bei den Film Festspielen in Cannes gewannen Bette Davis und Joseph L. Mankiewicz Auszeichnungen. Dieser erhielt zudem den Hauptpreis der amerikanischen Regie-Gilde und der Gilde der Drehbuchautoren. Die New Yorker Kritiker-Vereinigung prämierte den Film, den Regisseur und Hauptdarstellerin Bette Davis.
Mit einem Golden Globe ging Mankiewicz als Drehbuchautor nach Hause, in der Kategorie Beste Regie musste er sich allerdings mit einer Nominierung begnügen. Nominiert bei den Golden Globes für die Darsteller-Leistungen wurden zudem Bette Davis, George Sanders und Thelma Ritter.
Das American Film Institute wählte den Film in der 1998 erschienenen Ausgabe der 100 besten Filme aller Zeiten auf Platz 16. 2007 schaffte der Film es in der Liste der 100 besten Filme auf den 27. Rang. Die von Anne Baxter verkörperte Rolle der Eve Harrington schaffte es in der vom American Film Institute  zusammengestellten Liste der Top 50 Schurken aller Zeiten auf Platz 23. In der ebenfalls vom AFI publizierten Liste der 100 bekanntesten Filmzitate aller Zeiten schaffte es der Ausspruch: „Bitte anschnallen, meine Herrschaften! Ich glaube, es wird eine stürmische Nacht!“ auf Rang 9.
1990 wurde der Film in das Verzeichnis National Film Registry aufgenommen, das US-amerikanische Filme auflistet, die als besonders erhaltenswert gelten. 2006 wurde das Drehbuch von der Gilde der Amerikanischen Drehbuchautoren zum fünftbesten Drehbuch aller Zeiten gewählt.